# Zarnewanz
Zarnewanz – gmina w Niemczech,  w kraju związkowym Meklemburgia-Pomorze Przednie, w powiecie Rostock, wchodząca w skład urzędu Tessin.

## Toponimia
Nazwa pochodzenia słowiańskiego, połab. Čarnovąsy = pol. Czarnowąs.